# On the way to Living Dead

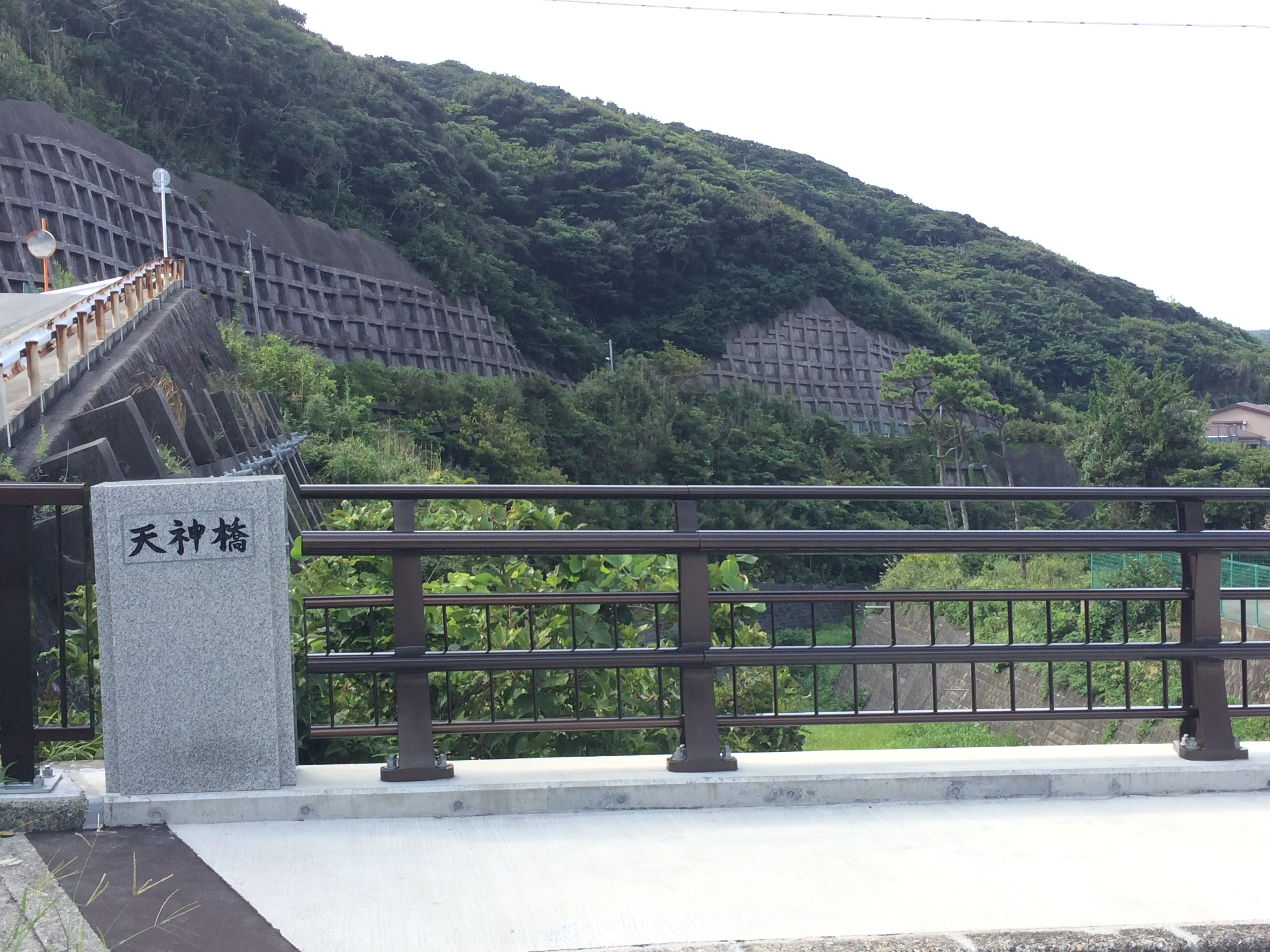
作中のキャラクターが犬の散歩をした神津島天神橋付近

『On the way to Living Dead』(オン ザ ウェイ トゥー リビング デッド)は、北大路みみによる日本の漫画。略称はOLD。漫画アプリcomicoに掲載され、完結。単行本は一迅社およびcomicoBooksより刊行。
ジャンルはライトゾンビ漫画。作者は「そんなにグロくない!」をモットーとしていると発言。ゾンビ漫画ではなくライトゾンビ漫画を目指している。

## あらすじ
2003年、東京湾上に浮かぶ架空の島「富士島」。 ある日突然、島で開発された薬品「OLD」に島民たちが感染し、凶暴化する。 極秘にCIAの任務を負い、富士島で特殊な訓練を受けていた安藤は偶然出会った開発者の妹であるまひると共にゾンビを倒しながら、OLDのワクチンを手に入れるために開発者である内斗を探して島内をサバイバルしていく。

## 登場人物
吉祥寺家に関連するキャラクターは中央線、その他のキャラクターは日比谷線に関連した名前がつけられている。

### 主人公
安藤・E・竜太郎（あんどう・イーライ・りゅうたろう）
28歳、185センチメートル。クオーター。 ミドルネームの綴りはELI。CIA所属の訓練生。ゾンビになっていく人々を救おうとするが、過酷な物語の過程でその心が揺れていく。
吉祥寺 まひる（きちじょうじ まひる）
18歳、161センチメートル。吉祥寺譲二の娘で吉祥寺内斗の妹。おっとりした性格の半面、家族愛に飢えて兄に執着している。くせっ毛。
吉祥寺 内斗（きちじょうじ ないと）
28歳、181センチメートル。 吉祥寺譲二の長男で一卵性双生児の妹、明夜の兄。
OLDの開発者。絶世の美男。開発したOLDを島内にばらまき感染させた。シェイクスピアを好む。

### 訓練生
三ノ輪 まもる（みのわ まもる）
24歳、175センチメートル。生まれてすぐ両親の自殺で幼少は東京都神津島で過ごす。なお92話で作者が「三ノ輪が幼少期を過ごした島は、東京都神津島の設定」とコメントしている。
感情を表に出さない癖があり、いつもニコニコしている。アイドル顔。安藤を慕っている。
黒須 道人（くろす みちと）
年齢秘密、188センチメートル。お酒と煙草とピチピチの女の子が好きな自称「お兄さん」。富士島本社の営業課に兄がいる。判断力、洞察力があり度量の大きさはメンバーで1番。
恵比寿（えびす）
28歳、178センチメートル。ブランドメガネが特徴。訓練棟では医療班として働く。内斗と繋がっている。
森（もり）
46歳、177センチメートル。口ひげを蓄え、とある理由で目を負傷している。中国の交渉人。
神谷（かみや）
29歳、170センチメートル。医療班。丸刈りが特徴。森と同じく中国の交渉人。安藤が少し苦手。

### 元訓練生
上野（うえの）
母がアラバマ出身のアメリカ人とのハーフ。よく泣き、心優しい性格。ゾンビが怖いのを克服するために富士島に戻ってきた。
訓練生時代は寮が安藤と同室で、エリと呼んでいた。
秋原（あきはら）
よくしゃべり、元訓練生の中では社交上手のため、リーダーシップをとっている。戻ってきた理由は明らかにされていない。
小伝馬（こでんま）
サングラスをしている。無口で小柄。脱走時に黒須に黙認されたことを恥じ、富士島に戻ってきた。

### 吉祥寺家
吉祥寺 まひる（きちじょうじ まひる）
#主人公の項目を参照
吉祥寺 内斗（きちじょうじ ないと）
#主人公の項目を参照
吉祥寺 明夜（きちじょうじ あきよ）
吉祥寺内斗の異性一卵性双子。目が赤い。
吉祥寺 譲二（きちじょうじ じょうじ）
53歳、181センチメートル。富士社の社長（2代目）。 吉祥寺内斗・明夜・まひるの父。富士社の社員である坂口秘書と不倫し、坂口秘書との間にも坂口メロをもうけている。
吉祥寺 譲一（きちじょうじ じょういち）
58歳。譲二の兄。本社の専務。OLDにまつわる秘密、内斗の抱える闇を知りつつ黙殺し、開発を進めた。
吉祥寺 真昼（きちじょうじ まひる）
内斗たちの母親。無意識であることをしてしまう悪癖がある。

### 富士社
窪田 秋子（くぼた あきこ）
内斗に一目惚れして富士島を志願する。内斗との間に双子をもうけるが、本当は内斗に愛されていないことに気づいており、それでも構わず一方的に愛している。
三鷹（みたか）
幼少時代からまひるの世話をして、家族に相手にされないまひるを庭に連れ出すなど心くだいていた。富士島で感染が発生した時も真っ先にまひるを探しにきた。
豊田（とよた）
独身。 本土に年老いた母親がいる。富士島で主に郵便物の担当していたため、安藤の出身地などを知っていた。
坂口秘書（さかぐちひしょ）
譲二の秘書。 夫が島内にいるにも関わらず、譲二と不倫関係にあり、坂口メロをもうけている。
霞（かすみ）
本社秘書課勤務。 恋人関係だった広報課の関が富士島に行ってから音信不通になったため、恋人を探すため私費で富士島に行くことを決行する。関の行方を内斗に訊ねた時に恋人はもういないのだと感づいて内斗を憎み、譲一専務の担当になった。
関（せき）
本社広報課に勤務していたが、霞との結婚費用を捻出するために富士島行きを志願し、音信が途絶える。
日比谷（ひびや）
25歳、管理補佐。黒須（兄）とは先輩・後輩関係。霞を慕っており、親しくなるために富士島担当を志願した。
黒須（兄）
黒須道人の兄。道人とは携帯電話で連絡をとっている。OLDの政治的関与について関わっている。

### 富士島住民
南（みなみ）
17歳、156センチメートル。かわいい。また、自分がかわいいことも自覚している。イケメンが好き。事件の2週間前まで千住と付き合っていたが未練はなく、OLD発生の際に助けてくれたイケメンの三ノ輪に夢中になる。
千住（せんじゅ）
18歳、168センチメートル。父が研究者で、99年から島で暮らしている。別れた南にまだ未練があり、もう一度振り向かせようと必死になっている。
坂口 メロ（さかぐち メロ）
6歳。譲二と坂口秘書との娘。吉祥寺家の血を半分受け継いでいるため、ゾンビから襲われない。
ジョジーナ
窪田秋子が産んだ双子のうちの1人。まひるが命名した。目が赤い。
入谷（いりや)
19歳。安藤とまひるが出会った晩に遭遇した生存者。
友人を助ける際に手を怪我している。
町ちゃん（まちちゃん)
まひるの友人。

### 交渉人

#### 中国
森（もり）
#訓練生を参照。
神谷（かみや）
#訓練生を参照。

#### ロシア
料理長（りょうりちょう）
本名は公開されていない。居住棟の食堂で料理を作っていた。OLD発生直後に食堂を閉鎖し、バックヤードに閉じこもる。まひるを見かけてロシアは交渉から降りることを宣言し、帰国させるよう訴える。

#### アメリカ
パールマン
安藤竜太郎の祖父。元CIA職員。ネバダに在住し、安藤には知らせずに内斗と連絡をとり、暗躍している。

## オマージュ
- 作者は話ごとのコメントでたびたびゾンビ好きを公言しており、最終回でも「ジョージ・A・ロメロ監督に最大の敬意をこめまして」としている[2]。キャラクター名の吉祥寺(きちじょうじ)・安藤竜太郎(あんどうりゅうたろう)・坂口メロ(さか口めろ)もゾンビ映画巨匠・ジョージ・A・ロメロ監督からきていると思われる。
- 78話の告知用イラストは「ずっとやりたかった某ポスターから」[3]としてロメロ監督作「Dawn of the Dead」のオマージュイラストを公開。また、126話ではキャラクターが「Night of the Dead」を鑑賞するシーンがあるなど、ロメロ監督のゾンビ3部作への思い入れが強い。このため、吉祥寺 内斗(night)・明夜(dawn)・まひる(day) はロメロ監督のゾンビ三部作「Night of the Living Dead」「 Dawn of the Dead」「Day of the Dead」からきていると思われる。
- 全138話の本編ストーリーのタイトルには有名な映画・ドラマ・曲名・本のタイトルなどを彷彿とさせるものが多く含まれており、内容もタイトルに添っている。一例として、53話「ザムザと娘たち」はフランツ・カフカ作「変身」で突然毒虫になってしまう主人公ザムザの名前と思われるが、53話では譲二の成れの果ての姿をまひるは目撃し、「変身」と同じように譲二は家族に疎まれたり世話をしてもらったりするシーンがある。
- また、作中には有名なゾンビ映画のワンシーンと思われるカットや、flyboyと呼ばれるドーン・オブ・ザ・デッドに出てくる有名なゾンビに似たゾンビのカットなども紛れている[4]。
- 作中、さり気なく部屋に飾られている絵画などはクロード・モネのオマージュが多い。例:内斗の部屋とお屋敷の廊下では「舟遊び」[5][6]、医療棟の廊下には「日傘をさす女」[7]、東京のお屋敷では「睡蓮」[8]と思われる絵が飾られている。作中に出てくる本の表紙もレヴィ・ストロースの「悲しき熱帯」[9]、ミヒャエル・エンデの「はてしない物語」[10]など、実際に発刊されている実在の書籍と思われる装丁になっている。なお、作者は以前twitterで「レヴィが好き」と発言している。
- 吉祥寺内斗はシェイクスピアが好きという設定で、彼が話すたとえ話や決め台詞はペリカンの血の話[注 1][11]や「尼寺へ行け」[注 2][12]など、シェイクスピアの作品に由来しているものが多い。

## 反響
- 2014年6月に開催されたニコニコ生放送でのイベント「comico×R+ スペシャルコラボ生放送！」上でのtwitter連動企画「キャラクターランキング」にてイケメン部門で安藤竜太郎が1位を獲得した[13]。
- 2016年8月に書籍化記念サイン会が開催されることが決定。7月に参加者を募集したが予想を遥かに上回る応募数だったため、締切を急遽6日間早く切り上げ、サイン会は4部制となった[14]。
- 連載当時、平均して3万ポイント台の人気を獲得していた。 曜日ランキングではゾンビものとしては奮闘の5～7位であったが、終了時には異例の15万ポイントを獲得した。これは当時comico全体での人気1位だった作品のポイントを上回る。
- 最終話のコメント欄で連載終了とコメント閉鎖を惜しむファン達が最終話の内容にちなんだ8,888のコメントで飾ろうという運動があった。コメント欄閉鎖前は半日に及び自発的にコメント数の調整が行われたが、作者から「せっかくのコメントが消されてしまうのもさみしい」と発言があり、9,000台で幕を閉じた。順位についての当時の様子とコメントについてのファンの動きの一連の様子は最終回のコメント欄に残っている[2]。
- 2017年9月、pixivと日本出版販売株式会社の共同企画「WEBマンガ総選挙」にて中間発表10位、最終結果10位入賞。応募総数1,600件、ノミネート作品数は50作。[15]。
- 2017年11月、Webマンガを対象にしたマンガ賞「100万人が選ぶ 本当に面白いWEBコミックはこれだ！」・オンナ編に入賞。[16] [17]

## その他
- comicoのサービスが始まった当初全56作品のうちの1つであり[18]、作品リスト番号は8。
- 単行本1巻の帯の推薦文とカットは昭和元禄落語心中の作者雲田はるこ氏[19]。

## 書誌情報
- 北大路みみ 『On the way to Living Dead』、一迅社〈ZERO-SUMコミックス〉、既刊1巻（2016年5月25日現在）
  1. 2016年5月25日発売、ISBN 978-4-7580-3194-3
- 北大路みみ 『On the way to Living Dead』、comicoBooks〈comicoBooks〉、既刊2巻（2019年5月25日現在）
  1. 2018年10月12日発売、ISBN 978-4-9910-8620-5
  2. 2019年5月25日発売、ISBN 978-4-9910-8621-2

## 海外での展開
中国語（繁体字・台湾）
2014年7月26日より台湾版comicoで『活屍路上』が連載されている。
中国語（簡体字）
2016年4月28日より中国版comicoで『活尸路上』が連載されている。